# 臺灣實況紹介
《臺灣實況紹介》（日语：台湾実況紹介）是一部1907年所製作，由日本勞工運動家高松豐次郎執導的臺灣電影。該電影被認為是臺灣第一部紀錄片，其主題則展示日本統治下臺灣各地區的發展為主題，該電影現已失傳，並無任何拷貝或殘片紀錄。

## 製作
臺灣日治初期，為進行殖民地的懷柔教化，內閣總理大臣伊藤博文及後藤新平曾邀請勞工運動家高松豐次郎前往臺灣播放電影，試圖透過電影宣揚現代化價值觀。高松豐次郎於明治三十四年（1901年）首次來臺放映電影，兩年後組織臺灣同仁社，並接受愛國婦人會臺灣支部之邀於臺灣各地放映電影。1907年，臺灣總督府為了在同年舉辦的東京勸業博覽會，以及需要具有展示給東京帝國議會的預算小組委員會以供得知統治台灣的階段性成果，因而委託高松進行《臺灣實況紹介》的製作。
高松隨即與臺灣同仁社於同年2月17日進行的拍攝。共選定在臺灣島共一百多個地點進行兩個月的拍攝後，影片最後被送到東京進行最後的剪輯編輯。
當東京勸業博覽會結束後，《臺灣實況紹介》在商業上也取得了成功，並在日本和臺灣的劇院放映。據媒體報導，《臺灣實況紹介》在臺北朝日座劇場的台灣首映取得了巨大成功。由於電影的長度較長（估計約220分鐘），首映分為兩個晚上播出，即1907年5月8日和9日。
同年12月，高松在五位鄒族代表及四位歌妓陪同下到日本大阪市角座放映電影，同月在東京舉辦的博覽會第二會場台灣館中放映。明治天皇曾在他位於青山的宮殿中授予個人接見，當返回臺灣後，高松則被時任臺灣總督佐久間左馬太親自接見。在此之後，高松決定在臺灣定居。
由於《臺灣實況紹介》的成功，促使臺灣總督府進行更多宣傳片和新聞片的製作，開啟了台灣電影史的發展。1934年，1907年製作的有聲電影版由總督府製作為《全臺》，成為臺灣歷史上第一部有聲電影之一。

## 概要
由於《臺灣實況紹介》的影像紀錄已經失傳，僅能從當地報紙的評論得知電影的部分片段，該電影共有206個鏡頭。內容涵蓋城市建設、電力、農業、工業、礦業、鐵路、教育、風景、民俗等、片中也曾呈現即日本軍隊征討臺灣原住民抗日運動的場景。據報導，原住民主題共佔據了影片的較長部分。其他的影像致力於描繪臺灣風景名勝，以及生產香蕉和椰子等「奇特」商品。在批評方面，《臺灣實況紹介》曾獲得呈現臺灣浪漫、異國情調和殖民地的觀點，忽視其更現代的工業發展和相關的社會議題。

## 另見
- 南進台灣